# Matteo Anzolin
Matteo Anzolin (* 11. November 2000 in Latisana) ist ein italienischer Fußballspieler.

## Karriere

### Verein
Anzolin begann seine Karriere bei Vicenza Calcio. Im März 2017 stand er erstmals im Kader der Zweitligaprofis, für die er aber nie ein Spiel absolvieren sollte. Zur Saison 2017/18 wechselte er leihweise in die Jugend von Juventus Turin. Zur Saison 2018/19 wurde er dann von Juve fest verpflichtet. Nachdem er in den Saisonen 2018/19 und 2019/20 schon einsatzlos im Kader der Reserve gestanden war, rückte der Außenverteidiger zur Saison 2020/21 fest in den Kader der zweiten Mannschaft der Turiner. Sein Debüt in der Serie C gab er im April 2021. In der Saison 2020/21 kam er verletzungsbedingt nur sechsmal zum Einsatz. In der Saison 2021/22 absolvierte er 27 Partien in der dritthöchsten Spielklasse.
Im Juli 2022 wechselte Anzolin zum österreichischen Bundesligisten Wolfsberger AC, bei dem er einen bis Juni 2024 laufenden Vertrag erhielt. Beim WAC traf er auf seinen Juventus-Kollegen Ervin Omić, der bereits einen Monat zuvor nach Kärnten gewechselt war. Für die Kärntner kam er zu 19 Einsätzen in der Bundesliga.
Im Juli 2023 kehrte Anzolin wieder nach Italien zurück und wechselte zum Drittligisten US Triestina.

### Nationalmannschaft
Anzolin spielte zwischen 2016 und 2018 von der U-16 bis zur U-19 insgesamt 36 Mal für italienische Jugendnationalauswahlen. Mit der U-17-Auswahl nahm er 2017 an der EM teil. Während des Turniers kam er in allen drei Partien der Italiener zum Einsatz, die jedoch bereits in der Vorrunde scheiterten.